# Гершельман, Фёдор Константинович
Фёдор Константинович Гершельман (1853 — не ранее 1927) — военный деятель и публицист, генерал от кавалерии, член Военного совета.

## Биография
Родился 1 (13) января 1853 года. Сын генерала К. И. Гершельмана.
Был зачислен в пажи 5 марта 1856 года, «во уважение службы деда, члена Совета Корпуса горных инженеров, — инженера, ген.-л. Бегера». Поступил в Пажеский корпус 25 сентября 1863 года и 21 июля 1870 года был выпущен из него прапорщиком лейб-гвардии Конно-гренадерского полка с прикомандированием к гвардии Конной артиллерии.
Был зачислен 25 сентября 1874 года в Николаевскую академию Генерального штаба, которую окончил по 1-му разряду в 1877 году; с 26.02.1877 — штабс-капитан («за отличные успехи в науках в академии»).

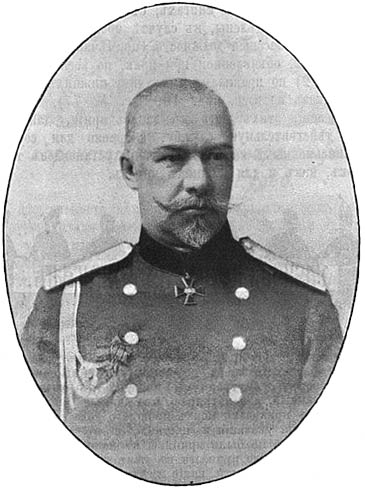
Фото из журнала «Разведчик»
(7 февраля 1906 года. № 798.)

Весной 1877 года был причислен к генеральному штабу с назначением в штаб 14-го армейского корпуса, с которым участвовал в русско-турецкой войне, в отряде генерала Циммермана, действовавшем в Добрудже. В последний период войны Фёдор Константинович Гершельман состоял в полевом штабе действующей армии. Награждён орденами Святой Анны 3-й степени с мечами и бантом («за отличие в деле при дер. Кузгун») и Святого Владимира 4-й степени с мечами и бантом («за отличие в деле под Базарджиком»).
Занимал должности по генеральному штабу: 23 мая 1879 года был назначен помощником старшего адъютанта штаба войск гвардии и петербургского военного округа, а с 30 августа 1880 года назначен состоять при Главном штабе с одновременным производством в подполковники. В 1879 году ему был пожалован кавалерский крест датского ордена Данеборга.
В 1881 году, 19 декабря, был назначен начальником Оренбургского казачьего юнкерского училища (с оставлением в Генеральном штабе); 30 августа 1883 года произведён в полковники; 2 декабря 1885 года назначен начальником Тверского кавалерийского юнкерского училища (по-прежнему, с оставлением в Генеральном штабе).
С 8 июля 1891 по 5 мая 1893 года Ф. К. Гершельман командовал 38-м драгунским Владимирским полком. Затем, до 19 июля 1898 года, был начальником войскового штаба Кубанского казачьего войска; 14 апреля 1895 года был произведён в генерал-майоры.
С 1898 по 1901 год — Кутаисский военный губернатор.
Вместе с производством в генерал-лейтенанты 22 апреля 1901 года он был назначен начальником штаба Варшавского военного округа. Со 2 сентября 1905 года занимал должность помощника командующего войсками округа. Был председателем Варшавского отдела Императорского военно-исторического общества.
Генерал от кавалерии (1908). С 1912 года — член Военного совета. С 1916 года — член Верховного военно-уголовного суда.
В 1917 году он был уволен от службы по болезни с мундиром и пенсией. После выхода в отставку жил в своём тверском имении Молдино.
Умер в Ленинграде.

## Семья
Жена Елена Дмитриевна (1857—1882), дочь Д. А. Милютина. Их сын: Дмитрий Фёдорович Гершельман (1881—1918) — выпускник Александровского лицея, статский советник, камер-юнкер, вице-губернатор Тверской губернии.

## Труды
- Партизанская война (1885)
- Военная рекогносцировка (1890)
- Подготовка к сторожевой и разведывательной службе (3 издания 1891, 1893 и 1910)
- Кавалерия в современных войсках (1898)
- Кавалерия в войнах XX в. (1908)
- Мысли о Японской войне (1908)
- Воспоминания о Турецкой войне (1908)
- Причины неурядиц на Кавказе (1908)
- Подготовка к ночным действиям (1910)
- Военная подготовка в гражданских школах (1911)
- Кавалерия в Японскую войну и в былое время (1911)
- Современная конница и её подготовка (1911).
- Ряд статей в периодических изданиях: «Русский Инвалид», «Военный Сборник», «Вестник русской конницы» и др.
- принимал участие в «Энциклопедии военных и морских наук» под ред. Леера.